# Ptyodactylus guttatus
Espèce
Synonymes
- Gecko maculatus Schinz, 1833
- Ptyodactylus lacazii Boutan, 1892

Ptyodactylus guttatus est une espèce de geckos de la famille des Phyllodactylidae.

## Répartition
Cette espèce se rencontre en Égypte, en Israël, en Syrie, en Jordanie, dans le nord de l'Arabie saoudite et dans le Nord d'Oman.

## Publication originale
- Heyden, 1827 : Atlas zu der Reise im nördlichen Afrika. I. Zoologie. Reptilien. H. L. Brönner, p. 1-24 (texte intégral).